# Elaeocarpus floresii
Elaeocarpus floresii là một loài thực vật có hoa trong họ Côm. Loài này được Weibel mô tả khoa học đầu tiên năm 1980.